# مارتین ۴-۰-۴
مارتین ۴-۰-۴ (به انگلیسی: Martin 4-0-4) یک هواگرد ساختِ کارخانهٔ گلن ال. مارتین کمپانی در کشور ایالات متحده آمریکا است که در سال ۱۹۵۱–۱۹۵۳ ساخته شد. نخستین استفاده‌کنندهٔ این هواگرد Eastern Air Lines بوده‌است. این هواگرد برای نخستین بار در ۲۱ اکتبر ۱۹۵۰ میلادی مورد استفاده قرار گرفت.